# NVent Schroff
Die Schroff GmbH ist ein deutscher Hersteller von Schaltschränken, Gerätegehäusen, Baugruppenträgern und zugehörigen Komponenten für den elektronischen Gerätebau, die Telekommunikation, Rechenzentren oder Verkehrstechnik. Das Unternehmen mit Hauptsitz in Straubenhardt gehört zum irischen Konzern nVent.

## Geschichte
Gunther Schroff begann 1962 mit dem Bau elektronisch geregelter Stromversorgungen und gründete die Schroff GmbH. Danach erkannte er den Bedarf an Aufbausystemen für die Elektronik und fertigte Einschubsysteme, Gehäuse und Schränke. Mitte der 1960er Jahre entwickelte Schroff das europac Baugruppenträgersystem für Europakarten, dessen herausragendes Merkmal die 19 Zoll Aufteilung ist. Die Akzeptanz in den Elektronikmärkten USA und Japan ließen das System zum Quasi-Standard für Elektronikaufbausysteme werden. Durch die Mitarbeit in den internationalen Normungsgremien für Elektrotechnik wie z. B. der IEC wurde das Unternehmen mit der Marke Schroff zum Wegbereiter des 19-Zoll-Maßes und somit auch für die Normmaße der Höheneinheit (HE) und Teilungseinheit (TE).
Seit 1994 firmiert das Unternehmen als Pentair Technical Solutions GmbH unter dem US-amerikanischen Mischkonzern Pentair (seit 2014 Sitz in Irland), welcher Produkte, Dienstleistungen und Lösungen in den Bereichen Wasseraufbereitung, Wärmemanagement und Schutz von Ausrüstung anbietet. Pentair beschäftigt weltweit rund 30.000 Mitarbeiter und erzielte 2013 einen Umsatz von ca. 5,2 Mrd. US-Dollar.
2017 wurde bekannt, dass sich der Pentair-Konzern von der Elektronik-Sparte (Hoffman, Schroff, McLean) trennen will. Ab 2018 wird daher die Marke Schroff zum neu gegründeten Unternehmen nVent Electric gehören.
Am 1. Mai 2018 wurde der Wechsel von Pentair zu nVent vollzogen. Das Unternehmen tritt nun wieder als Schroff GmbH im nVent-Konzern auf.

## Märkte
Die Firma ist mit ihren Schaltschränken, Gehäusen und Baugruppenträgern Zulieferer u. a. für Hersteller von Telekommunikation, Automatisierungstechnik, Mess-, Steuer- und Regelungstechnik, Daten- und Netzwerktechnik, Verteidigungstechnik und Luftfahrt, Bahn- und Verkehrstechnik, Medizintechnik und Energietechnik. Eine kundenspezifische Fertigung (Gehäusedurchbrüche, Bedrucken) ergänzt die Serienprodukte und macht die Firma auch für kleinere Gerätebau-Firmen interessant.

## Produktpalette
- Industrie-, Elektronik-, Vernetzungs- und Serverschränke für Innen- und Außenaufstellung
- 19″-Tischgehäuse, 19″-Einschübe, Wandgehäuse
- Baugruppen wie Frontplatten, Steckbaugruppen, Kassetten und Leiterkarten
- Stromversorgungen für die Steuer-, Mess- und Regeltechnik
- Klimatechnik wie 19″-Lüftereinschübe, 19″-Drucklüfter, Filterlüfter, Heizungen, Wärmeübertrager, Kühlgeräte
- Baugruppenträger und Systeme wie AdvancedTCA, AdvancedMC, microTCA, Compact PCI, VMEbus, VME64X-bus und Laufwerkkassetten
- Busplatinen, Testadapter und Steckdosenleisten für die Industrie

## Ausbildung
Seit Ende der 1960er Jahre investiert Schroff in die Aus- und Weiterbildung und bietet Seminare zur Weiterentwicklung von Teamfähigkeit, Präsentationstechnik oder Produktwissen an. Etwa 45 Auszubildende sind derzeit bei der Schroff beschäftigt. 
- 2005/2006: Auszeichnung der Arbeitsagentur für die Nachwuchsförderung
- 2008: Anerkennung der IHK als Ausbildungsbetrieb mit einem wesentlichen Beitrag zur Förderung und Qualifizierung
- 2011: Ein Industriemechaniker der Schroff GmbH wird zum Besten in Deutschland gekürt.